# Крістобаль Ортега
Крістобаль Ортега Мартінес (ісп. Cristóbal Ortega Martínez; 25 липня 1956, Мехіко — 2 січня 2025) — мексиканський футболіст, півзахисник. По завершенні ігрової кар'єри — футбольний тренер.
Як гравец насамперед відомий виступами за клуб «Америка» та національну збірну Мексики.
Триразовий володар кубка чемпіонів КОНКАКАФ та шестиразовий чемпіон Мексики.

## Клубна кар'єра
У дорослому футболі дебютував 1975 року виступами за команду «Америка», кольори якої і захищав протягом усієї своєї кар'єри гравця, що тривала цілих сімнадцять років. Рекордсмен клубу за кількістю проведених матчів у чемпіонаті (512) і загалом в офіційних поєдинках (711).

## Виступи за збірну
1977 року дебютував в офіційних матчах у складі національної збірної Мексики.
У складі збірної був учасником двох чемпіонатів світу: 1978 року в Аргентині та 1986 року у Мексиці.

## Кар'єра тренера
До футболу повернувся після тривалої перерви, 2005 року, увійшовши до тренерського штабу команди «Сан-Луїс». В подальшому працював помічником головного тренера у клубах «Естудіантес Текос» та «Веракрус». 
Перший досвід на посаді головного тренера отримав у клубі третього дивізіону «Альбінегрос де Орісаба».
У 2011 році очолював тренерський штаб команди другого дивізіону «Ла П'єдад» з однойменного муніципалітету в штаті Мічоакан.

## Титули і досягнення
- Володар кубка чемпіонів КОНКАКАФ (3): 1977, 1987, 1990

- Чемпіон Мексики (6): 1976, 1984, 1985, 1985 (Проде), 1988, 1989
- Переможець Чемпіонату націй КОНКАКАФ: 1977